# Долгий Яр
Долгий Яр (укр. Довгий Яр), село, 
Бражковский сельский совет,
Изюмский район,
Харьковская область.
Село Долгий Яр ликвидировано в ? году.

## Географическое положение
Село Долгий Яр находится в 3-х км южнее села Бражковка.
По селу протекает пересыхающий ручей, один из истоков реки Великая Камышеваха.
На расстоянии в 1 км проходит автомобильная дорога Т-2122.

## Экономика
- Овце-товарная ферма.